# باجی (موسیقی‌دان)
باجی (انگلیسی: Budgie؛ زادهٔ ۲۱ اوت ۱۹۵۷) درام‌نواز اهل انگلستان است. او ابتدا با گروه اسلیتس (The Slits) کار می‌کرد اما بیشتر به‌خاطر فعالیت در گروه سوزی اند د بنشیز و سپس پایه‌گذاری گروه کریچرز (The Creatures) شناخته می‌شود. او با هنرمندانی مانند جان کیل و جان گرانت نیز همکاری داشته است.